# Municipio de Wall Lake (Dakota del Sur)
El municipio de Wall Lake (en inglés: Wall Lake Township) es un municipio ubicado en el condado de Minnehaha en el estado estadounidense de Dakota del Sur. En el año 2010 tenía una población de 1152 habitantes y una densidad poblacional de 12,32 personas por km².

## Geografía
El municipio de Wall Lake se encuentra ubicado en las coordenadas 43°32′37″N 96°57′0″O / 43.54361, -96.95000. Según la Oficina del Censo de los Estados Unidos, el municipio tiene una superficie total de 93.47 km², de la cual 91.98 km² corresponden a tierra firme y (1.6%) 1.49 km² es agua.

## Demografía
Según el censo de 2010, había 1152 personas residiendo en el municipio de Wall Lake. La densidad de población era de 12,32 hab./km². De los 1152 habitantes, el municipio de Wall Lake estaba compuesto por el 97.57% blancos, el 0.35% eran afroamericanos, el 0.69% eran amerindios, el 0.17% eran asiáticos, el 0.09% eran isleños del Pacífico, el 0.52% eran de otras razas y el 0.61% pertenecían a dos o más razas. Del total de la población el 0.87% eran hispanos o latinos de cualquier raza.